# Set (namn)
Mansnamnet Set, eller Seth, är ett hebreiskt namn med betydelsen rotskott eller telning.
Set var enligt gamla testamentet namnet på Adams tredje son (se Set (Bibeln).
Set var också en ond gud i egyptisk mytologi, se Set (gud).
Namnet är relativt ovanligt, men under 2000-talet har trenden varit klart uppåtgående och namnet börjar nu närma sig 200-strecket.
Just nu[när?] är stavningen med th den vanligaste.
31 december 2008 fanns det totalt 2 961 personer i Sverige med namnet Set eller Seth, varav 1 289 med det som tilltalsnamn.
År 2003 fick 42 pojkar namnet, varav 14 fick det som tilltalsnamn.
Namnsdag: 30 december (före 1901: 2 januari, 1993-2000: 29 december). I den finlandssvenska namnsdagslängden hade Set namnsdag 2 januari 1929–1949.

## Personer med namnet Set, Seth
- Seth Engström, svensk trollkonstnär
- Seth Erlandsson, svensk bibelforskare
- Seth Green, amerikansk skådespelare
- Seth Hesslin, reklamfilmsproducent
- Seth Howander, bandyspelare
- Seth Low, amerikansk politiker
- Seth MacFarlane, amerikansk animatör, röstskådespelare, sångare, komiker, manusförfattare, regissör och producent
- Set Persson, politiker (kommunist) och riksdagsman
- Set Poppius, svensk journalist
- Seth Putnam, amerikansk musiker
- Set Svanholm, operasångare, operachef